# Leos Carax
Alexandre (Alex) Christophe Dupont (Suresnes, 22 november 1960), beter bekend onder het pseudoniem Leos Carax, is een Franse regisseur, scenarioschrijver, acteur en filmcriticus.

## Biografie
Leos Carax werd in 1960 geboren in Suresnes, nabij Parijs. Zijn vader, gewezen journalist en diplomaat Georges Dupont, werd in Zwitersland geboren als de zoon van een Franse vader en een Duitse moeder en liet zich later naturaliseren tot Amerikaan. Carax' moeder, Joan Osserman, is een Amerikaans filmcriticus en dochter van Stanley Osserman, gewezen voorzitter van Dictograph Products.
Zijn artiestennaam is een anagram die zijn voornaam, Alex, combineert met Oscar, de bekende Amerikaanse filmprijs.

## Carrière
Hij begon zijn carrière met het regisseren van korte films en als filmcriticus. In 1984 maakte hij met de langspeelfilm Boy Meets Girl zijn officieel debuut. Het was ook zijn eerste samenwerking met acteur Denis Lavant en cameraman Jean-Yves Escoffier, met wie hij later nog regelmatig zou samenwerken. Voor zijn volgende film, Mauvais sang (1986), werkte hij voor het eerst samen met actrice Juliette Binoche.
In 1991 werkten Carax, Lavant en Binoche ook samen aan het romantisch drama Les amants du Pont-Neuf. De film werd genomineerd voor onder meer de BAFTA voor beste niet-Engelstalige film. Aan het einde van de jaren 1990 werkte hij met onder meer Catherine Deneuve en Guillaume Depardieu samen aan Pola X, een verfilming van de roman Pierre; or, The Ambiguities van de Amerikaanse auteur Herman Melville.
In 2012 schreef en regisseerde Carax de fantasy-dramafilm Holy Motors. De film werd net als Pola X op het filmfestival van Cannes geselecteerd voor de competitie van de Gouden Palm. Daarnaast ontving hij ook drie César-nominaties voor de film. 
Naast schrijven en regisseren, acteert Carax ook. Zo had hij bijrollen in films als King Lear (1987) en Mister Lonely (2007). Hij had ook kleine rollen in zijn eigen producties Mauvais sang en Holy Motors.

## Filmografie

### Als regisseur
- Boy Meets Girl (1984)
- Mauvais sang (1986)
- Les amants du Pont-Neuf (1991)
- Pola X (1999)
- Tokyo! (2008) (segment: Merde)
- Holy Motors (2012)
- Annette (2021)

### Als acteur
- Mauvais sang (1986)
- King Lear (1987)
- A Casa (1997)
- Process (2004)
- 977 (2006)
- Mister Lonely (2007)
- Je ne suis pas morte (2008)
- Holy Motors (2012)